# Kanton Saint-Brevin-les-Pins
Saint-Brevin-les-Pins is een kanton van het Franse departement Loire-Atlantique. Het kanton maakt deel uit van de arrondissementen Nantes (3) en  Saint-Nazaire (6).
In 2020 telde het 48.284 inwoners.

Het kanton werd gevormd ingevolge het decreet van 25 februari 2014, met uitwerking op 22 maart 2015, met Saint-Brevin-les-Pins als hoofdplaats.

## Gemeenten
Het kanton omvat volgende gemeenten:
- Corsept
- Frossay
- La Montagne
- Paimbœuf
- Le Pellerin
- Saint-Brevin-les-Pins
- Saint-Jean-de-Boiseau
- Saint-Père-en-Retz
- Saint-Viaud